# Langues léchitiques
Les langues léchitiques — du nom de Lech, l’ancêtre légendaire des Polonais — sont une branche de la famille des langues slaves occidentales. Elle est composée de langues parlées en Europe centrale, principalement en Pologne et, historiquement, dans l’est et le nord de l’Allemagne.
Le terme a été introduit en linguistique en 1862 par Alexandre Hilferding.
Le groupe léchitique compte :
- le cachoube,
- le polabe (langue disparue),
- le polonais,
- le silésien,
- le slovince (langue disparue).